# Аргамач
Аргама́ч (рос. Аргамач, марій. Аргамасер) — присілок у складі Медведевського району Марій Ел, Росія. Входить до складу Нурминського сільського поселення.

## Населення
Населення — 1 особа (2010; 4 у 2002).
Національний склад (станом на 2002 рік):
- марійці — 100 %